# 下條久馬一
下条久马一（日语：／ Shimojō Kumaichi ?，1891年—？），日本大正、昭和時期的傳染病學者。
下条久马一是东京人，東京帝國大學畢業後，至東京市駒込病院任職。1932年自斑疹傷寒病例中發現新物種，命名為 Paratyphi K菌（パラチフスＫ菌）。很快便成為金澤大學教授。其後移居台灣，歷任台北帝国大学教授、台灣總督府警務局衞生課技師、台灣熱帶研究所所長等職務。1933年，他由新加坡将非洲大蜗牛引进了台湾，对台湾的生态系统产生了巨大影响。